# ヴェガ・フィルム
ヴェガ・フィルム（Vega Film）は、スイスに本拠地を持つ映画製作会社である。スイスの映画プロデューサーのルート・ヴァルトブルゲールが設立、経営していることで知られる。

## 来歴・概要
スイスの映画プロデューサーであるイヴ・ガセールとイヴ・ペイロのもとで、アラン・タネール監督の映画『メシドール』（1979年）の現場の製作主任をつとめ、ジャン＝リュック・ゴダール監督の『パッション』（1982年）の現場の製作を手がけたルート・ヴァルトブルゲールが、1988年にスイス・チューリッヒに設立した映画会社である。「ヴェガ」とは「こと座α星、七夕の織女星」の意。設立第1作はドキュメンタリー映画『Bailey House: To Live as Long as You Can』に単独出資した。
とりわけゴダールとは関係が深く、ゴダールとそのパートナーであるアンヌ＝マリー・ミエヴィルとで経営する製作会社「ペリフェリア」社と「ペリフェリア・ヴェガ・フィルムAG」名義で製作を行なっている（『フランス映画の2×50年』、『フォーエヴァー・モーツアルト』の2本）。ゴダール作品も『ヌーヴェルヴァーグ』、『子どもたちはロシア風に遊ぶ』、『フランス映画の2×50年』、『フォー・エヴァー・モーツァルト』、『愛の世紀』、『アワーミュージック』と、同社の製作履歴のなかでも群を抜いて多い。ミエヴィル作品も2本出資している。つねにプロデューサーアラン・サルドの会社との共同製作である。
サルドのサラ・フィルム社、レ・フィルム・アラン・サルド社のみならず、グレゴワール・ソルラ率いるパリの映画製作会社ホワイ・ノット・プロデュクシオンとの共同製作も多い。ホワイ・ノット社はパリに映画館「シネマ・デュ・パンテオン」をもっている意欲的な新興製作会社である。
テレビ局のみならず、公的資金の導入を得意とする製作会社である。旧来のフランス国立映画センター（CNC）だけでなく、スイス連邦内務省、フランス文化通信省、フランス文化フランコフォニー省、メゾン・デ・ゼクリヴァン（フランス作家会館）、フランス著作権協会（Sacem）、ザルツブルク音楽祭、カンヌ国際映像番組祭（Procirep）など、1996年にフランス・パリに設立した別会社アッヴェントゥーラ・フィルムと2つの国籍を駆使して、作品の成立と普及および資金回収にこぎつけるヴァルトブルゲールの手腕のメイン舞台が「ヴェガ・フィルム」社なのである。

## フィルモグラフィー
共同製作クレジットのないものは「ヴェガ・フィルム」社単独製作
- Bailey House: To Live as Long as You Can　ドキュメンタリー　1988年　監督・脚本アラン・クレイラー、脚本リシャール・ダンド　米スイス合作
- ヌーヴェルヴァーグ Nouvelle vague 1990年　監督ジャン＝リュック・ゴダール　仏スイス合作　サラ・フィルム、ペリフェリア、カナル・プリュス（仏テレビ局Canal+）、アンテーヌ2（仏テレビ局Antenne 2）、テレヴィジオン・スイス・ロマンド（スイステレビ局TSR）、CNC、アンヴェスティマージュとの共同製作
- こうのとり、たちずさんで To Meteoro vima tou pelargou（Το Μετέωρο βήμα του πελαργού）　1991年　監督・脚本テオ・アンゲロプロス、共同プロデューサールート・ヴァルトブルゲール　スイス仏伊ギリシア合作　アレナ・フィルム、カナル・プリュス、スイス連邦内務省、エッレ・プロドゥツィオーニ、ユリマージュ、ギリシア・フィルム・センター、フランス文化通信省、ラジオテレビズィオーネ・イタリアーナ（RAI）、SRG SSR イデー・スイス（SRG）との共同製作
- 子どもたちはロシア風に遊ぶ Les Enfants jouent à la Russie　1993年　監督ジャン＝リュック・ゴダール　フランス映画　JLGフィルムとの共同製作
- 愛の誕生 La Naissance de l'amour　1993年　監督フィリップ・ガレル　仏スイス合作　スイス連邦内務省、ラ・セット・シネマ、メゾン・デ・ゼクリヴァン（フランス作家会館、Maison des écrivains）、Sacem（フランス著作権協会）、テレヴィジオーネ・スイス・イタリアーナ（TSI）、ホワイ・ノット・プロデュクシオンとの共同製作
- Ausgerechnet Zoé（よりによってツォーエ）　テレビ映画　1994年　監督マルクス・インボーデン　独スイス合作　北ドイツ放送（NDR）、スイス放送（DRS）、ストゥディオ・ハンブルク・フィルムプロドゥクツィオーンとの共同製作
- Patrice Chéreau, Pascal Greggory, une autre solitude（パトリス・シェロー、パスカル・グレゴリー、もうひとつの孤独）テレビ映画　1995年　監督ステファーヌ・メッジュ　フランス映画　アゾール・フィルム、CAED、ラ・セット・アルテとの共同製作、フランス文化フランコフォニー省、パリ国立オデオン劇場、ザルツブルク音楽祭、CNCの部分出資による
- フランス映画の2×50年 Deux fois cinquante ans de cinéma français　1995年 監督アンヌ＝マリー・ミエヴィル　仏英スイス合作、英国映画協会（BFI）、ラ・セット＝ARTE（仏独テレビ局アルテの映画部門）との共同製作（ペリフェリア・ヴェガ・フィルムAG名義）
- フォーエヴァー・モーツアルト For Ever Mozart　1996年　監督ジャン＝リュック・ゴダール、製作総指揮ルート・ヴァルトブルゲール　アッヴェントゥーラ・フィルム、カナル・プリュス、欧州ローヌ＝アルプ映画センター、CNC、DFI、ユリマージュ、フランス2シネマ（仏テレビ局France 2）、ペリフェリア、ローヌ＝アルプ・フィルム、テレヴィジョン・スイス＝ロマンドとの共同製作
- Katzendiebe　1996年　監督マルクス・インボーデン　スイス映画　テレヴィジョン・スイス（DRS）、テレクラブとの共同製作
- わたしたちはみんなまだここにいる Nous sommes tous encore ici　1997年　監督・脚本アンヌ＝マリー・ミエヴィル　仏スイス合作　ペリフェリア、レ・フィルム・デュ・ローザンジュ、レ・フィルム・アラン・サルドとの共同製作、カナル・プリュス、テレヴィジョン・スイス＝ロマンドの部分出資による
- F. est un salaud（Fは卑怯な奴）　1998年　監督マルセル・ジスレ、プロデューサーピエール＝アラン・シャッツマン　仏スイス合作　アッヴェントゥーラ・フィルム、アレナ・フィルムとの共同製作
- ポーラX Pola X　1999年　監督レオス・カラックス、共同プロデューサールート・ヴァルトブルゲール　日独仏スイス合作　アレナ・フィルム、カナル・プリュス、デゲト・フィルム、ユーロスペース、フランス2シネマ、ラ・セット＝アルテ、パンドラ・フィルムプロドゥクツィオーン、ポーラ・プロデュクシオン、テオ・フィルム、テレヴィジョン・スイス＝ロマンドとの共同製作
- Yara　1999年　監督ユルマズ・アルスラン　独オーストリア・トルコ・スイス合作　ギュン・イジー、西ドイツ放送（WDR）、ユルマズ・アルスラン・フィルムプロドゥクツィオーンとの共同製作
- 人生なんて怖くない La Vie ne me fait pas peur　1999年　監督ノエミ・ルヴォヴスキ　仏スイス合作　アレナ・フィルム、カナル・プリュス、ラ・セット＝アルテ、テレヴィジオーネ・スイス・イタリアーナとの共同製作
- Komiker（Comedian）　2000年　監督マルクス・インボーデン　スイス映画
- そして愛に至る Après la réconciliation　2000年　監督・脚本アンヌ＝マリー・ミエヴィル　仏スイス合作　アッヴェントゥーラ・フィルム、カナル・プリュス、CNC、DFI、ヴォー州基金、ペリフェリア、テレヴィジョン・スイス＝ロマンドとの共同製作
- Weiser　2001年　監督ヴォィチェフ・マルチェフスキ　米独スイス・デンマーク・ポーランド
- Heidi（ハイジ）　2001年　監督マルクス・インボーデン、原作ヨハンナ・スピリ　スイス映画
- 愛の世紀 Éloge de l'amour　2001年　監督・脚本ジャン＝リュック・ゴダール　仏スイス合作　アッヴェントゥーラ・フィルム、カナル・プリュス、レ・フィルム・アラン・サルド、ペリフェリア、テレヴィジョン・スイス＝ロマンド、アルテ・フランス・シネマとの共同製作
- 風の痛み Brucio nel vento（Burning in the Wind）　2002年　監督シルヴィオ・ソルディーニ、原作アゴタ・クリストフ、共同プロデューサールート・ヴァルトブルゲール　スイス伊ジャマイカ合作　アルバキアラS.p.a、テレ・プルス、ライ・シネマフィクシオン、テレヴィジオーネ・スイス・イタリアーナとの共同製作
- Ernstfall in Havanna（ハバナの非常事態）　2002年　監督サビーネ・ボス　スイス映画　SRG SSRイデー・スイス、スイス放送との共同製作
- 見えない嘘 L'Adversaire　2002年　監督ニコール・ガルシア、協力プロデューサールート・ヴァルトブルゲール　スペイン仏スイス合作　カナル・プリュス、スイス文化局、フランス3シネマ（仏テレビ局France 3）、レ・フィルム・アラン・サルド、ポーリーヌ・エンジェル、ソフィカ・イマージュ8、テレヴィジョン・スイス＝ロマンド、ヴェルティゴ・フィルム、ビア・ディヒタルとの共同製作
- 父を愛せよ Aime ton père　2002年　監督ジャコブ・ベルジェ、協力プロデューサールート・ヴァルトブルゲール　スイス英仏カナダ作品　カナル・プリュス、DDプロデュクシオン、エンタープライズ・フィルムズ・リミテッド、フランス3シネマ、GMTプロデュクシオン、グレート・ブリティッシュ・フィルムズ、ローヌ＝アルプ・シネマ、スパイス・ファクトリー、トランスフィルム、テレヴィジョン・スイス＝ロマンドとの共同製作
- 巴里の恋愛協奏曲 (コンチェルト) Pas sur la bouche　2003年　監督アラン・レネ　仏スイス合作　アレナ・フィルム、フランス2シネマ、フランス3シネマ、アルカードとの共同製作、カナル・プリュス、シネ・シネマ、テレヴィジョン・スイス＝ロマンドの部分出資による
- そして、デブノーの森へ Sotto falso nome　2004年　監督ロベルト・アンド　仏伊スイス合作　ヴィジオン・プロデュクシオン、ティッティ・フィルム、メドゥーサ・フィルムとの共同製作、支援ユリマージュ
- コーラス Les Choristes　2004年（協力プロデューサー）　監督クリストフ・バラティエ　仏独スイス合作　バンク・ポピュレール・イマージュ4、CPメディエン、カナル・プリュス、CNC、ダン・ヴァレー・フィルム、フランス2シネマ、ガラテ・フィルム、ノヴォ・アルトゥーロ・フィルム、パテ・レン・プロデュクシオン、カンヌ国際映像番組祭との共同製作
- Bienvenue en Suisse（スイスへようこそ）　2004年　監督レア・ファゼール、共同プロデューサールート・ヴァルトブルゲール　仏スイス合作　製作アレナ・フィルム、アルカード、部分製作テレヴィジョン・スイス＝ロマンド、バンク・ポピュレール・イマージュ4、コフィマージュ15、カナル・プリュス、シネ・シネマ（ヴェガ・フィルムは共同製作Co-productionとクレジット）
- アワーミュージック Notre musique　2004年　監督ジャン＝リュック・ゴダール　仏スイス合作　アッヴェントゥーラ・フィルム、レ・フィルム・アラン・サルド、ペリフェリア、フランス3シネマ、カナル・プリュス、テレヴィジョン・スイス＝ロマンドとの共同製作
- Ferienfieber（休暇熱）　2004年　監督ティス・リュッシャー　スイス・オランダ合作　テレヴィジョン・スイス（DRS）、ザ・カサンダー・フィルム・カンパニーとの共同製作
- Undercover　2005年　監督サビーネ・ボス　スイス映画　テレヴィジョン・スイス（DRS）、SRG SSRイデー・スイス、テレクラブとの共同製作
- 恋いこがれる Ça brûle　2006年　監督クレール・シモン、協力プロデューサールート・ヴァルトブルゲール　フランス映画　製作マイア・フィルム、プロムナード・フィルム、共同製作テレヴィジョン・スイス＝ロマンド、部分製作CNC、プロヴァンス＝アルプ＝コート・ダジュール地域圏政府との共同製作（ヴェガ・フィルムは協力製作Associate Productionとクレジット）
- Cannabis（大麻）　2006年　スイス映画
- Une journée　2007年　監督ジャコブ・ベルジェ　仏スイス合作　製作アッヴェントゥーラ・フィルム、テレヴィジョン・スイス＝ロマンド、共同製作ホワイ・ノット・プロデュクシオン（ヴェガ・フィルムは製作Production Companyとクレジット）